# Automatic (EP)
Automatic este primul material de studio al formației românești de rock alternativ The Amsterdams, un EP de patru piese, care a fost lansat pe data de 28 mai 2008, sub egida One Music. Albumul a fost comercializat în 500 de exemplare, primele 100 conținând versurile melodiilor și autografele membrilor formației.
EP-ul a fost intens promovat în Marea Britanie, două dintre piese, „Suffering and Surfing” și „Petrolize All Mice” fiind difuzate la diverse radiouri locale, precum Cambridge University Music, și la BBC6 Music. „Petrolize All Mice” a beneficiat și de un videoclip, primul din cariera formației, ce a fost filmat chiar în sala lor de repetiții.

## Lista melodiilor
1. „She's Automatic” - 3:29
2. „Petrolize All Mice” - 3:12
3. „Lights Out” - 4:23
4. „Suffering and Surfing” - 5:01

## Recenzii
Materialul s-a bucurat de recenzii majoritar favorabile, atât în țară cât și în străinătate. Într-o recenzie de pe site-ul chestionabil.ro, EP-ul era descris drept apărând „ca un ET din spațiu pe o planetă unde nu s-a mai auzit până acum așa ceva”, melodia „She's Automatic” fiind comparată cu ritmurile Franz Ferdinand și Tokyo Police Club.
„Trebuie să fie bine să fii The Amsterdams. EP-ul tău de patru piese tocmai a fost lansat, scrii cântece puternice și pline de forță ce promit (cred că tocmai am avut o criză de aliterație), și ești nou în Marea Britanie – dar ești din România!”, scria Sophie Hall pe site-ul britanic Penny Black Music, adăugând faptul că albumul lasă o impresie generală bună, în ciuda faptului că la prima ascultare melodiile ar putea părea excesiv de automatizate. Pop News denumea formația „verii români ai celor de la Bloc Party”, și, deși impresia generală era favorabilă formației, în încheiere se specifica „Sperăm [...] că această primă producție este înainte de toate un exercițiu de stil.”